# CO-3103
La CO-3103 es una carretera perteneciente a la Diputación de Córdoba de la provincia de Córdoba, España, que comunica Alcolea con Villafranca de Córdoba.

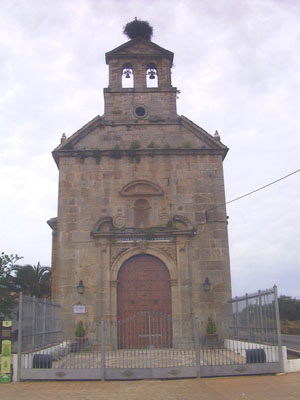
Ermita de Nuestra Señora de los Remedios

La Ermita de la Virgen de los Remedios ubicada en el km 11 de la Carretera  CO-3103  en Villafranca de Córdoba.

## Trazado
La carretera comienza en la Barriada cordobesa de Alcolea en la carretera  N-4  y acaba en el  Paseo de los Remedios  del municipio de Villafranca de Córdoba la carretera tiene 11,89 Km.
Hasta el año 2006 la carretera se llamaba  CH-1  en el tramo (Alcolea-Puente Mocho) y  CP-277  entre el Puente Mocho y Villafranca de Córdoba.

## Lugares de Interés
Alcolea

 Estación Elevadora de Alcolea  (Km 1)
 Monumento Batalla de Alcolea 1868  (Km 1)
 Puente Mocho  (Km 3)
 Villafranca de Córdoba
 Presa de Villafranca de Córdoba  (Km 7)
 Finca La Huertezuela  (Km 9)
 Parque Acuático Aquasierra  (Km 10)
 Fabrica de Muebles OB  (Km 10)
 Circuito de Karts Villafranca de Córdoba  (Km 10)
 Bofrost Villafranca de Córdoba  (Km 11)
 Fabrica de Muebles Pino  (Km 11)
 Ermita Virgen de los Remedios  (Km 11)